# Velika Pisanica
Velika Pisanica – wieś w Chorwacji, w żupanii bielowarsko-bilogorskiej, siedziba gminy Velika Pisanica. W 2011 roku liczyła 1065 mieszkańców.